# 福里斯特牧場 (加利福尼亞州)
福里斯特牧場（英語：Forest Ranch）是位於美國加利福尼亞州比尤特縣的一個人口普查指定地區。

## 地理
福里斯特牧場的座標為39°52′56″N 121°40′22″W / 39.88222°N 121.67278°W，而該地最高點為海拔高度736米（即2415英尺）。

## 人口
根據2010年美國人口普查的數據，福里斯特牧場的面積為36.060平方千米，當中陸地面積為36.060平方千米，而水域面積為0.015平方千米。當地共有人口1184人，而人口密度為每平方千米32人。